# Grace Dotou-Aboh
Grace Dotou-Aboh, née en 1943, est une enseignante, entrepreneure et militante béninoise. Elle est connue pour avoir créé un réseau de femmes qui recyclent les déchets plastiques en produits utiles. En 2002, elle a reçu un prix des Nations unies pour ses actions en faveur de l'environnement et de la réduction de la pauvreté. En 2005, elle a été nommée pour le prix Nobel de la paix, faisant partie d'un groupe de 1 000 femmes du monde entier.

## Biographie

### Enfance et éducation
Grace Dotou-Aboh est née à Porto-Novo, au Bénin, en 1943. Elle a terminé ses études primaires et secondaires en 1963. En 1964, elle a obtenu un certificat d'enseignement et est devenue enseignante. En 1980, elle a fondé une troupe de théâtre exclusivement féminine, Qui dit Mieux, pour soutenir les femmes mariées qui n'étaient pas autorisées à se produire avec des acteurs masculins extérieurs à leur famille. Elle a pris sa retraite de l'enseignement en 1994 et a cofondé l'Association pour le Développement des Femmes de Sédji, une organisation non gouvernementale (ONG).

## Recyclage et activisme environnemental
En 1996, le chien d'Aboh est mort après avoir avalé un sac plastique, ce qui l'a incitée à se lancer dans le recyclage des déchets plastiques. Elle a commencé par collecter, désinfecter et découper des sacs plastiques pour les tisser. Il lui a fallu six mois pour réaliser son premier produit. En 1997, elle a mobilisé des femmes et des filles de la région pour qu'elles rejoignent son initiative, leur offrant ainsi des emplois et une éducation grâce au recyclage du plastique.
En 2002, son groupe avait recyclé deux millions de sacs plastiques. La même année, le Secrétaire général des Nations Unies, Kofi Annan, lui a décerné le Prix pour l'éradication de la pauvreté et la protection de l'environnement. Elle a assisté à la cérémonie de remise des prix vêtue de vêtements confectionnés à partir de ses matières plastiques recyclées. En 2005, elle a été l'une des deux Béninoises nommées pour le prix Nobel de la paix.

## Activités et défis de l'ONG
En 2004, l'ONG d'Aboh comptait 20 membres et produisait divers articles tels que des vêtements, des sacs, des chapeaux et des poupées. Face à la demande croissante, l'association s'est développée, employant jusqu'à 115 femmes à différentes étapes de la production. Leurs produits étaient vendus localement et au ministère de l'Environnement Their wares include clothing, art objects, big shopping bags, small bags, hats, placemats, cup covers, trinkets and dolls,.
Au départ, les femmes travaillaient à domicile, mais en 1999, la municipalité a mis à disposition un atelier. Cependant, en 2013, la ville a repris les lieux, les obligeant à reprendre le travail à domicile. Aboh sensibilise également les communautés aux dangers des déchets plastiques et promeut les méthodes de transport traditionnelles plutôt que les sacs en plastique.

## Film et adhésions
Un court-métrage français de 2006, Un trésor dans la poubelle – Alter métier, présentait son travail.
Elle est membre du :
- Réseau africain des femmes dans les ONG et associations (RIFONGA)[1]
- Association des femmes d'affaires et chefs d'entreprise du Bénin (AFACEB)[1]

## Prix et distinctions
- 2002 – Prix des Nations Unies pour l'élimination de la pauvreté et la protection de l'environnement[2]
- 2005 – Nommée pour le prix Nobel de la paix[2].